# Cime de la Calmette
 (juillet 2018).
Si vous disposez d'ouvrages ou d'articles de référence ou si vous connaissez des sites web de qualité traitant du thème abordé ici, merci de compléter l'article en donnant les références utiles à sa vérifiabilité et en les liant à la section « Notes et références ».
La cime de la Calmette est un sommet des Alpes françaises qui culmine à 1 786 m d'altitude et domine le col de Turini d'environ 200 m de dénivelé, dans le département des Alpes-Maritimes.
Elle était accessible par un téléski qui desservait depuis le col deux longues pistes de ski alpin. Il fut démonté durant l’été 2017 pour laisser place à un site de luge d'été. Auparavant, une piste de ski de fond pouvait rejoindre l’ancienne station de ski de Peïra-Cava composée d’un télésiège ainsi que d’un téléski. La cime de la Calmette est également accessible par de nombreuses pistes de ski de fond et de raquettes. En été, un accès direct est possible depuis le village de Moulinet par un chemin de randonnée.